# Planet Hollywood Resort and Casino
Planet Hollywood Las Vegas es un casino y complejo turístico en el Strip de Las Vegas. El complejo turístico fue conocido anteriormente como The Aladdin. Starwood Hotels & Resorts Worldwide está renombrando el hotel como Sheraton Hotel y operará parte del hotel.  Planet Hollywood es renombrado pero el resto del hotel permanecerá operando bajo la marca Planet Hollywood. 
La propiedad es operada por OpBiz, en la cual es socia de Robert Earl, Bay Harbour Management y Starwood Hotels & Resorts Worldwide.

## Historia

### Tally-Ho y King's Crown

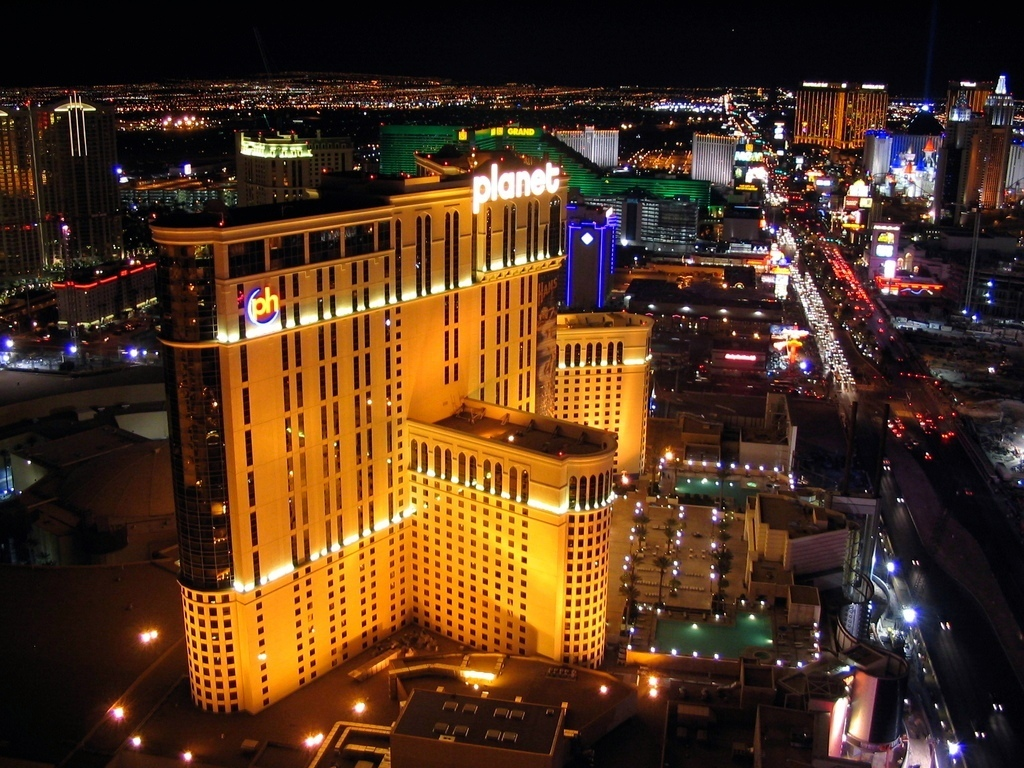
El casino Planet Hollwyood visto desde el aire.

El casino fue originalmente abierto como el hotel Tally-Ho en 1963. Después fue llamado King's Crown en 1964 pero fallaron cuando se les negó la licencia para los juegos de casino.
En 1966, el King's Crown fue comprado por Milton Prell, y el hotel recibió $3 millones en renovaciones, incluyendo un nuevo teatro de 500 asientos y showroom, Prell cambió el tema del hotel de una decoración alusiva al imperio inglés, al de un hotel de Las mil y una noches, pero mantuvo algunas salas en el estilo Tudor anterior. Un gran letrero de neón en forma de lámpara mágica de Aladino de $750,000 y 12 pisos fueron agregados después.

### Aladdin

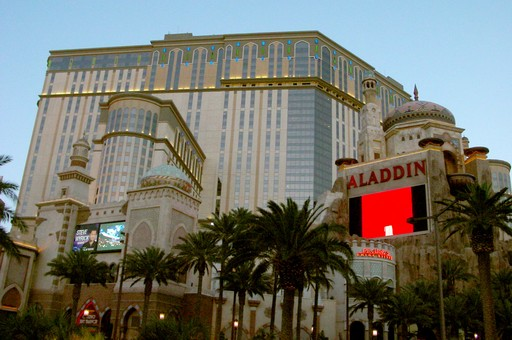
New Aladdin

El Aladdin abrió el 1 de abril de 1966, con pétalos de rosas cayendo desde el cielo raso a los huéspedes que entraban al hall, amenizado por el compositor-pianista Warren Richards. El entretenimiento en la inauguración también incluyó a comediantes como Jackie Mason.
Prell introdujo e innovó también el salón principal de shows, con una nueva póliza que ofrecía tres diferentes shows dos veces al día, a ningún cargo. 
El Aladdin contenía un campo de golf de 9 hoyos.
Poco más de un año después de ser inaugurado, el Aladdin fue el lugar elegido para la boda de Elvis y Priscilla Presley.
En agosto de 1969, el Aladdin completó a $750,000 en restauraciones incluyendo renovaciones en el lounge Sinbad.

### El nuevo Aladdin

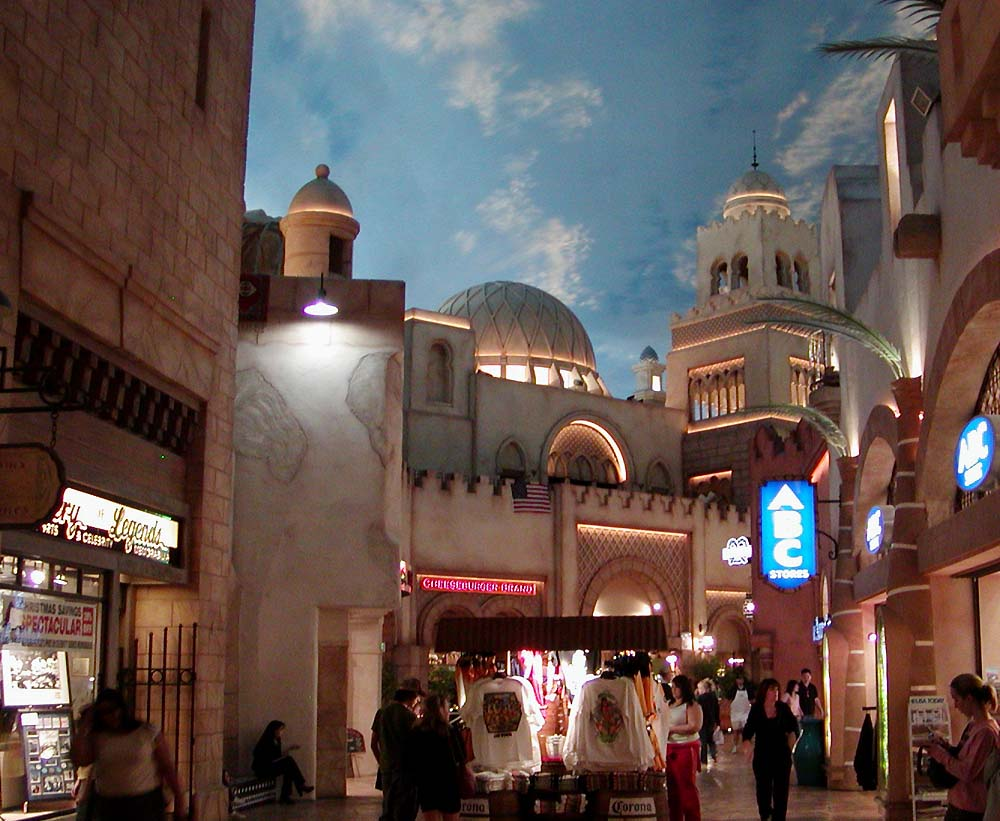
El centro Comercial Desert Passage con modernas tiendas americanas y con estilo alusivo al medio oriente y con el cielo raso pintado con nubes.

El edificio original cerró en 1997 y fue demolido en 1998. El nuevo Aladdin fue programado para reabrir el 17 de agosto de 2000, a las 6:00pm, con fuegos pirotécnicos a las 10:00pm. La ceremonia de inauguración fue atrasada mientras que los inspectores de edificios de seguridad del condado de Clark, inspeccionaban y hacían pruebas contra incendio. Otro atraso fue causado al último minuto por reparar el sistema de vigilancia del casino. Esto dejó a miles de visitantes del Aladdin en desacuerdo, al igual que a los huéspedes del hotel preguntando en donde pasarían la noche a los dueños del hotel. Muchos esperaron afuera en las aceras frente al Aladdin por horas. Muchos inclusive ni siquiera pudieron tomar sus maletas ya que el hotel estaba siendo inspeccionado por los inspectores de seguridad. Los empleados del Aladdin, trataron de reacomodar a algunos huéspedes en el Paris y el Bellagio.
Mientras tanto, el centro comercial Desert Passage fue abierto con I Dream of Jeannie interpretado por la estrella Barbara Eden abriendo las puertas a la gran multitud que esperaba ansiosamente en las afueras del casino.
El Aladdin finalmente abrió el siguiente día a las 7:45 A.M. con 100 miembros de la cocina culinaria local, al igual que un estimado de 1,000 a 2,000 de los otros trabajadores del complejo marchando en el Boulevard Las Vegas para protestar contra el Aladdin por abrirlo sin un contrato del sindicato.

### Planet Hollywood

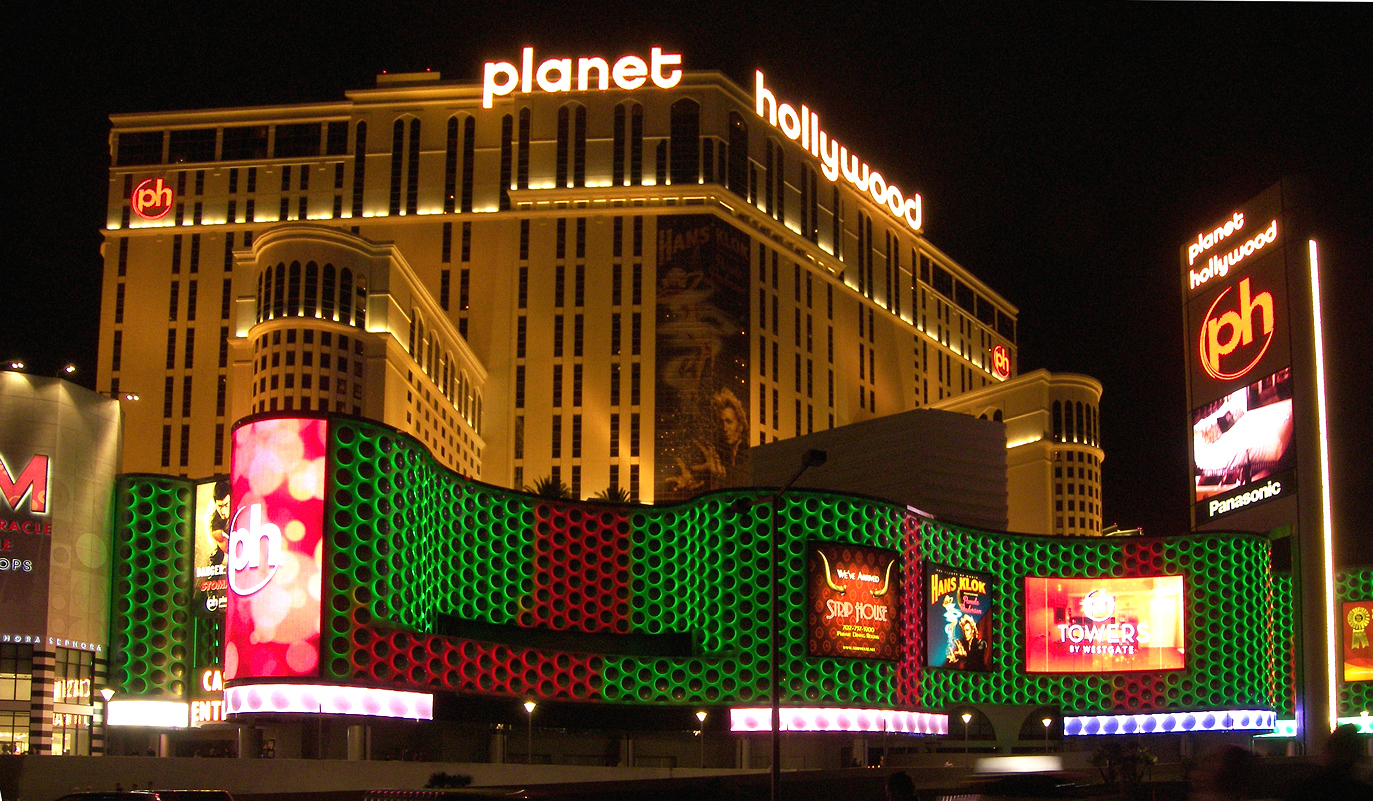
Planet Hollywood en la noche.

Después el casino fue otra vez renovado, y reabierto el 17 de abril de 2007 como Planet Hollywood Casino and Resort.
El centro comercial con tema Mediterráneo, Desert Passage, fue remodelado y ahora refleja ese el nuevo tema del complejo turístico, de Los Ángeles, y fue renombrado a Miracle Mile Shops.
La inauguración oficial del Planet Hollywood Casino and Resort fue el fin de semana del 16 de noviembre de 2007.
El restaurante del Planet Hollywood, sin embargo, se mantiene en el centro comercial The Forum Shops at Caesars.
Fue sede del certamen de Miss Universo el 17 de mayo de 1991, el 17 de mayo de 1996, el 19 de diciembre de 2012, y el 20 de diciembre de 2015. Y se confirmó para el próximo 26 de noviembre fecha del Miss Universo 2017.
La cantante Britney Spears presentó su primera línea de conciertos, llamada Britney: Piece of Me. Jennifer Lopez también tuvo su línea de conciertos en 2016, titulada Jennifer Lopez: All I Have.

### Historia cinematográfica
En la película La montaña embrujada, de Walt Disney Pictures, una parte transcurre en el Planet Hollywood.
Fotomontaje de la implosión de la torre original fueron mostradas en escenas de The Cooler.
Este casino fue usado en la película de Going in Style.
El show de la A&E Network Criss Angel Mindfreak algunas veces se hace en este hotel.
El espectáculo Trading Spaces del canal TLC hizo en 2004 un episodio en el Aladdin.
En la película 21 Blackjack las escenas de apuestas en casino, fueron rodadas en el Planet Hollywood. 
El Aladdin Theatre for the Performing Arts fue el sitio para el certamen de Miss Universo 1996 y el Miss USA en el 2008, 2009, 2010 y 2011.
La película Resident Evil: Extinction (2007) tuvo su premier en el Planet Hollywood el 25 de septiembre de 2007.
La película de Rambo (2008) tuvo su premier en el Planet Hollywood el 24 de enero de 2008.
En la película Algo pasa en Las Vegas (2008), este es el hotel dónde se alojan los protagonistas, y también dónde obtienen el premio de 3 millones de dólares en una máquina tragaperras.
El show Holly's world sale algunas veces ya que la gran estrella de las Vegas Holly Madison es uno de los personajes del show Peep Show.